# Teologija oslobođenja
Teologija oslobođenja je teološka škola koja u Isusu Kristu pored iskupiteljskog, daje značaj oslobođenju potlačenima i prezrenima u svijetu. U politici je vezana uz kršćanski socijalizam.

## Povijest
Osnovana je poslije 1965. godine, nakon Drugog vatikanskog koncila. Najviše se raširila po Trećem svijetu, gdje je ovakva škola i mogla naći najpovoljnije plodno tlo. Posebice je podlogu našla u Latinskoj Americi. Glede raširenosti marksističkih revolucionarnih ideja u tom području, ova je škola se ponegdje i splela s njima.
Često se smatra ovu teologiju svojevrsnim oblikom kršćanskog socijalizma. Jedan od ključnih mislitelja ove škole je Gustavo Gutiérrez, čije se djelo "Teologija oslobođenja: Povijest, politika, spasenje", smatra manifestom kršćanskog socijalizma. Veliku povezanost ove škole s revolucionarstvom i marksističkim idejama je istaknula i Kongregacija za nauk vjere, tako da je za Ratzingerova predsjedanja 1984. godine objavljena "Instrukcija" kojom se teologiju oslobođenja osuđuje i optužuje za poticanje nasilja i za marksističke vodilje u svojoj filozofiji.
U jednom dokumentu objavljenom prije "Instrukcije", čelnik Kongregacije je napisao da Analiza fenomena teologija oslobođenja otkriva da je ona fundmentalna prijetnja vjeri Crkve. Sukladno tim mišljenjima, osoblje koje je bilo pristalo uz ovu teologiju, bilo je sankcionirano i marginalizirano za vrijeme pontifikata pape Ivana Pavla II. i Benedikta XVI. Optužbe su bile jasne - takvi rad je odstupanje od dogmi.

## Poznati predstavnici
- Walter Altmann, Brazil
- Marcella Althaus-Reid, Argentina - Škotska (1952-2009)
- Jean-Bertrand Aristide, Haiti (r. 1953)
- Paulo Evaristo Arns, Brazil (r. 1921)
- Hugo Assmann, Brazil (1933 - 2008)
- Naim Ateek, Palestina (r. 1937)
- Tomás Balduíno, Brazil (r. 1923)
- Jose Oscar Beozzo, Brazil
- Alan Boesak, Južna Afrika (r. 1945)
- Clodovis Boff, Brazil
- Leonardo Boff, Brazil (r. 1938)
- Robert McAfee Brown, SAD (1920-2001)
- Curt Cadorette, Peru, profesor religije na University of Rochester
- Rafael Puente Calvo, S.J., Bolivija (r. 1940), sadašnji predsjednik policije za predjednikovanja Eva Moralesa na čelu države
- Katie Geneva Cannon, SAD
- Pedro Casaldáliga, Španjolska - Brazil (r. 1928)
- James Cone, SAD (r. 1938)
- Ernesto Cardenal, Nikaragva (r. 1925)
- Fernando Cardenal, Nikaragva
- Jean Marc Ela, Cameroon (r. 1936)
- Virgilio Elizondo, SAD
- Ignacio Ellacuría, S.J., Španjolska- El Salvador (1930-1989)
- Marc H. Ellis, SAD (r. 1952)
- Paul Gauthier, Francuska (1914-2002)
- Gustavo Gutiérrez, Peru (r. 1928)
- François Houtart, Belgija (r. 1925)
- Gérard Jean-Juste, Haiti (r. 1947)
- Sebastian Kappen, Indija (1924 - 1993)
- Elmar Klinger, Njemačka (r. 1938)
- Erwin Kräutler, Austria - Brazil (r. 1939)
- Hans Küng, Switzerland - Njemačka (r. 1928)
- Martin Maier, Njemačka
- Ignacio Martín-Baró, S.J., Španjolska - El Salvador (1942-1989)
- Herbert McCabe, O.P., UK (1926-2001)
- Johann Baptist Metz, Njemačka (r. 1928)
- José Míguez Bonino, Argentina
- Jürgen Moltmann, Njemačka (r. 1926)
- Segundo Montes, S.J., Španjolska - El Salvador (1933-1989)
- Henri Nouwen, Nizozemska (1932-1996)
- Sr. Peggy O'Neil, US - El Salvador
- Camilo Torres, Kolumbija (1929-1966)
- Samuel Ruiz, Meksiko (r. 1924)
- Edward Schillebeeckx, Belgija – Nizozemska (r. 1914)
- Juan Luis Segundo, S.J., Urugvaj (1925-1996)
- William Sidhum, Egipat
- Stefan Silber, Njemačka
- Stephen Sizer, Engleska (r. 1953)
- Jon Sobrino, S.J., Španjolska - El Salvador (r. 1938)
- Dorothee Sölle, Njemačka (1929-2003)
- William Stringfellow, SAD (1929-1985)
- Jung Mo Sung, Brazil (r. 1957)
- Luis Zambrano Rojas,  Peru
- Dean Brackley, El Salvador
- Jeremiah Wright, SAD (r. 1941)
- Ricardo Falla, Guatemala

## Hrvati i teologija oslobođenja
- Severino Croatto
- Ricardo Antoncich